# Cyclophora delaeveri
Cyclophora delaeveri là một loài bướm đêm trong họ Geometridae.